# 1966 (szám)
Az 1966 (római számmal: MCMLXVI) az 1965 és 1967 között található természetes szám.

## A matematikában
A tízes számrendszerbeli 1966-os a kettes számrendszerben 11110101110, a nyolcas számrendszerben 3656, a tizenhatos számrendszerben 7AE alakban írható fel.
Az 1966 páros szám, összetett szám, félprím. Kanonikus alakja 21 · 9831, normálalakban az 1,966 · 103 szorzattal írható fel. Négy osztója van a természetes számok halmazán, ezek növekvő sorrendben: 1, 2, 983 és 1966.
Az 1966 egyetlen szám valódiosztóösszeg-függvényeként áll elő, ez a 2612.